# Filip Dżemajel z Bikfaji
Filip Dżemajel z Bikfaji (ur. prawdopodobnie w 1740, zm. 12 kwietnia 1796) – duchowny katolicki kościoła maronickiego, w latach 1795–1796 65. patriarcha tego kościoła - "maronicki patriarcha Antiochii i całego Wschodu".